# Pomněnka rolní

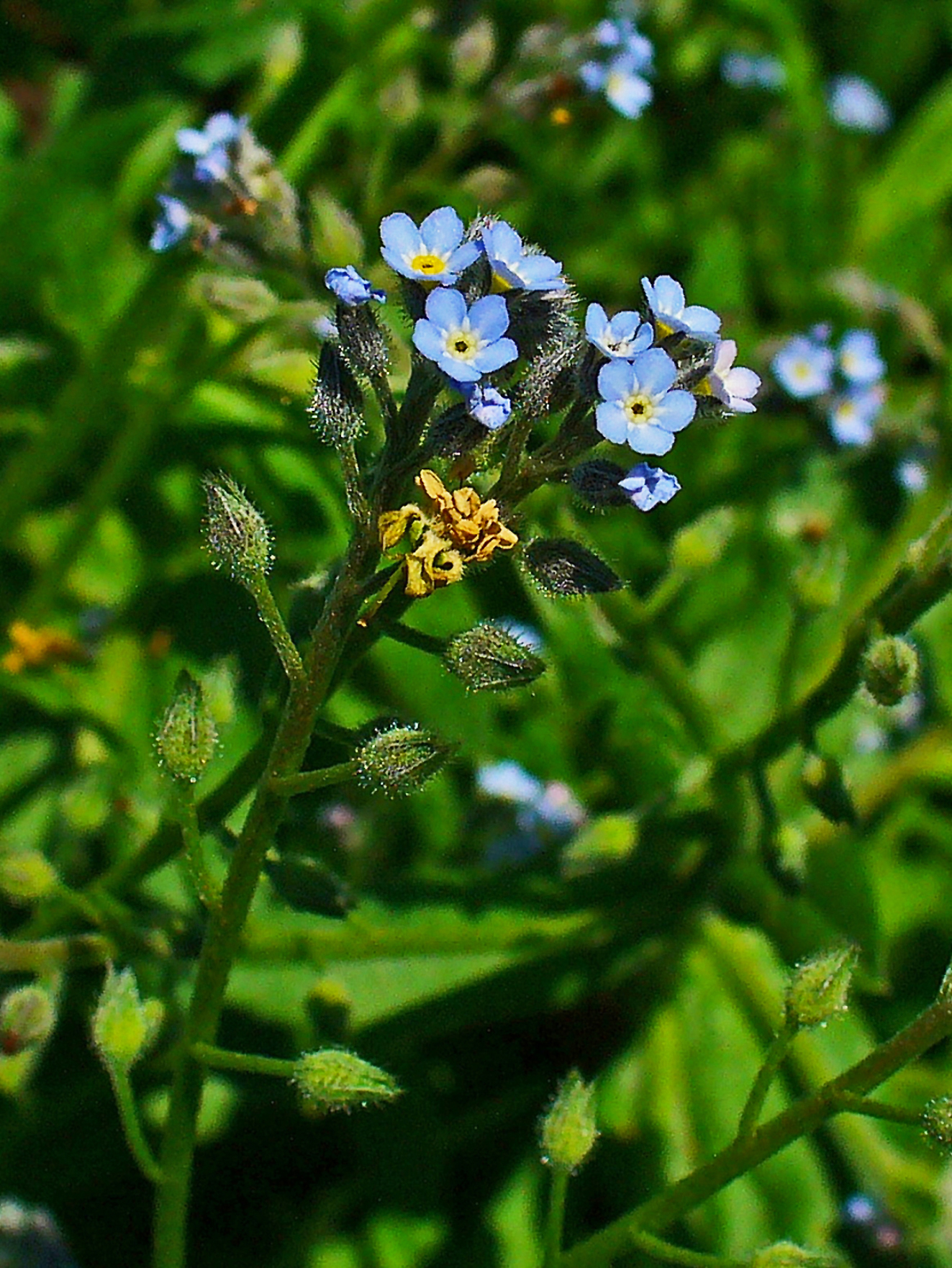
Vijanové květenství

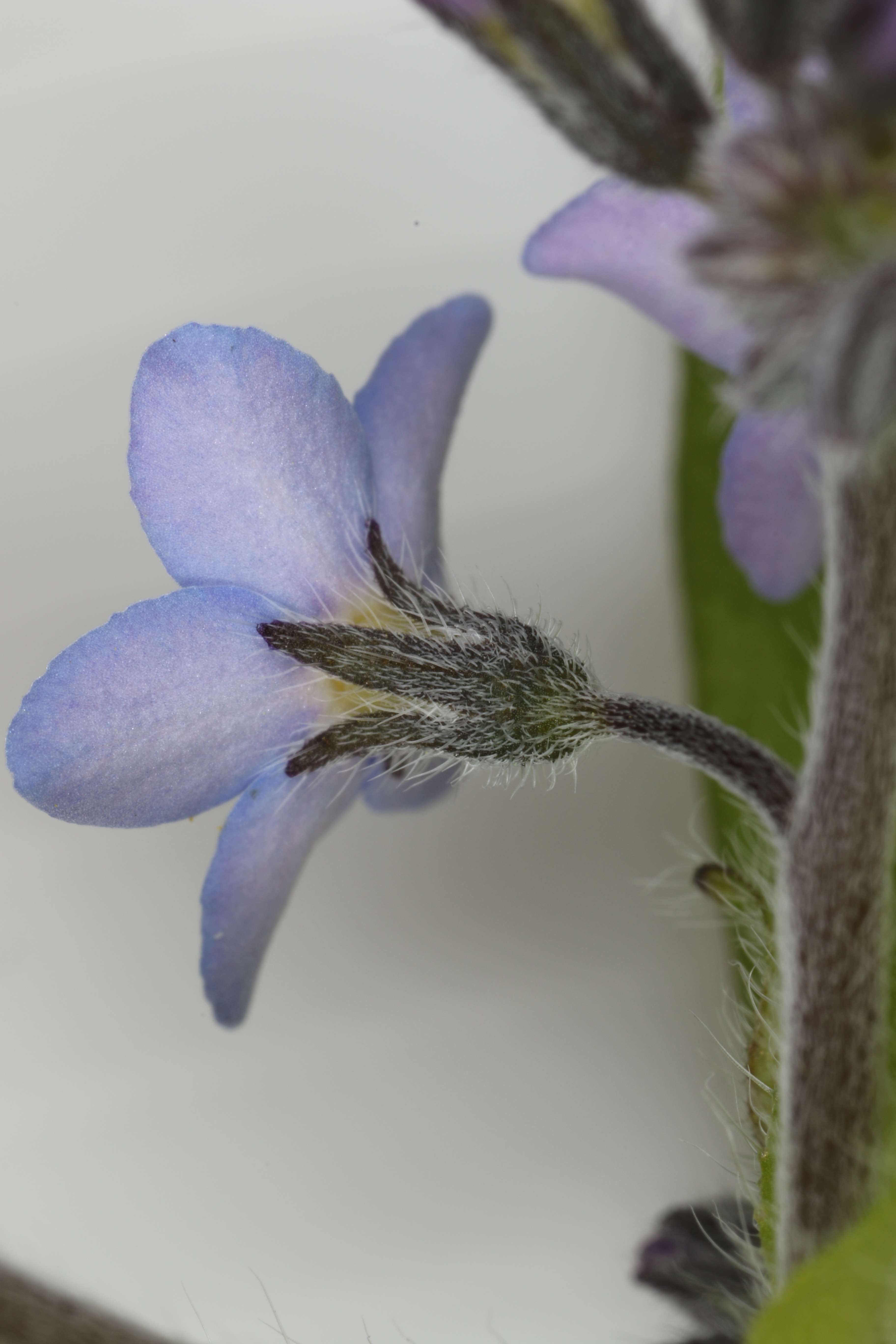
Chlupatý květ

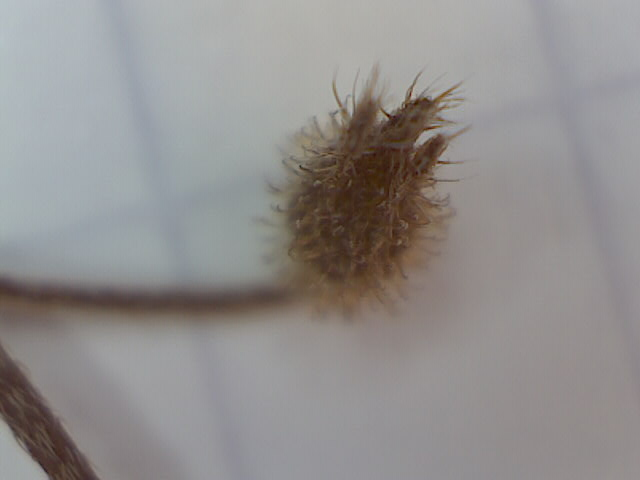
Vytrvalý kalich s plůdky

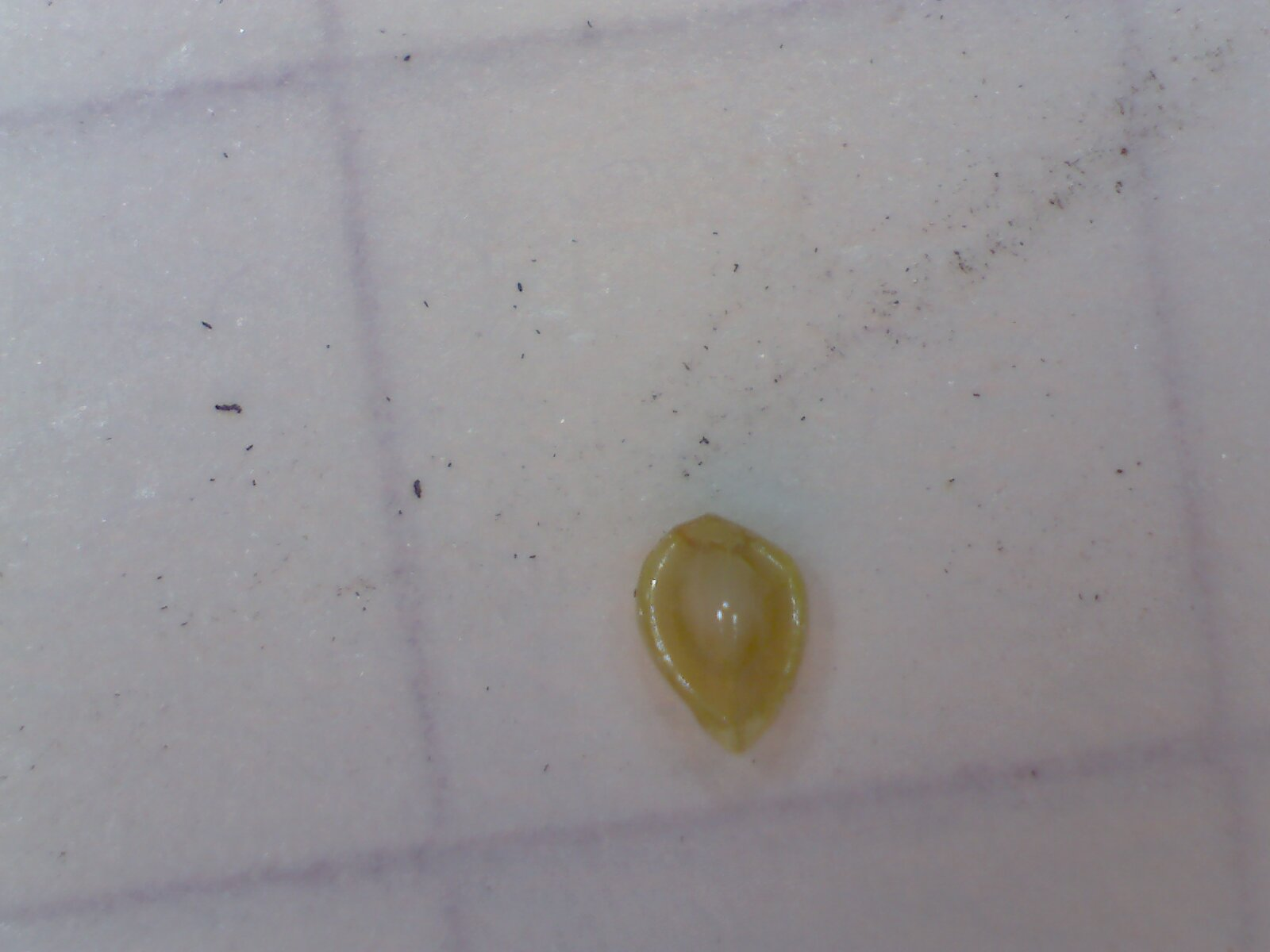
Semeno s lemem

Pomněnka rolní (Myosotis arvensis) je nízká šedozelená bylina vysoká 10 až 40 cm, rozkvétající v letních měsících drobnými, nejčastěji jasně modrými květy. Tato jednoletá nebo ozimá rostlina není v české přírodě původní druh, ale zdomácnělý archeofyt, pravděpodobně náhodně zavlečený ze Středomoří.
Vědecké jméno rodu Myosotis pochází ze řeckého pojmenování pro myš (myos) a pro ucho (otos), což odkazuje na malé a chlupaté listy rostliny. Rostliny rodu pomněnka obsahují pyrrolizidinové alkaloidy, chemické látky považované za karcinogenní a poškozující játra, proto se nedoporučuje používat je pro léčbu vnitřně.

## Rozšíření
Původní areál této nenáročné rostliny zabírá, vyjma Britských ostrovů, celou Evropu a směrem na východ pokračuje po severní Asii až po břeh Beringova moře, na jihu je ohraničen Kavkazem, středoasijskými republikami a hranicí s Čínou a Mongolskem. Areál ostrůvkovitě zasahuje v Asii ještě do Pákistánu a na Tchaj-wan a na severovýchodě Afriky do států přiléhající ke Středozemnímu moři.
Druhotně byla pomněnka rolní zavlečena do zbytků Evropy, do Ameriky do Spojených států, Kanady a Grónska, na ostrovy v Karibiku a do Argentiny, stejně jako na jih Afriky do Kapska v Jihoafrické republice.
V České republice roste hojně až roztroušeně po celém území. Je poměrně hojnou rostlinou v termofytiku, řidčeji se vyskytuje v mezofytiku a jen ojediněle ji lze nalézt v oreofytiku, kde se obvykle vyskytuje pouze v okolí lidských sídel. Roste do nadmořské výšky 800 m n. m., ve vyšších polohách je vzácná.

## Ekologie
Nejlépe roste na čerstvě vlhkých až sušších, humózních, hlinitých až hlinitopísčitých, živinami bohatých půdách. Vyskytuje se jako polní plevel v obilninách, ozimé řepce, kukuřici a okopaninách, stejně jako v zelinářství a zahradnictví, jinak se nachází u cest, na pastvinách, pískovištích, řidčeji na ruderalizovaných místech, ve světlých lesích, na kamenitých svazích i v puklinách rozpadajících se kamenných zdí. Vyhovují ji především půdy s nižším pH, na zásaditých se vyskytuje jen ojediněle.
Někdy vyroste ve velkém množství na nevhodném místě, kde stíní a odebírá živiny mladým užitkovým rostlinám, snižuje například úrodu obilí. Ozimé formy končí svůj životní cyklus v době žní a jejich semena bývají sklízena i se zrním. Pokud je rostlina posekána v době květů, obvykle znovu obráží a vykvétá později nanovo.
Je rostlinou častou dvouletou (ozimou), její semena ihned po vysemenění vyklíčí a do zimy vytvoří listové růžice, které pod sněhem přezimují. Rozkvétá poměrně pozdě, až od června do září. Počet chromozomů 2n = 56, stupeň ploidie x = 6.

## Popis
Jednoletá nebo ozimá bylina 10 až 40 cm vysoká s lodyhou přímou, větvenou, tuhou, nevýrazně čtyř či pětihrannou a celou hustě chlupatou. Všechny listy jsou jednoduché, oboustranně hustě chlupaté, v listové růžici jsou řapíkaté a na lodyze přisedlé; palisty chybí. Dolní lodyžní listy jsou obkopinatého tvaru, bývají dlouhé 60 až 70 mm, široké 13 až 16 mm a na vrcholu zaokrouhlené. V horní části lodyhy jsou kopinaté a na vrcholu zašpičatělé, směrem vzhůru se postupně zužují a zkracují. V půdě rostlina koření tenkými kořeny.
Květy bez listenů jsou oboupohlavné, pětičetné a v počtu až čtyřiceti vytvářejí vijanové květenství. Každý květ má stopku asi 2 mm dlouhou, jenž se za plodu prodlužuje na 5 až 7 mm a odstává šikmo vzhůru. Trubkovitý vytrvalý kalich je dlouhý asi 2 mm a za plodu se prodlužuje až na 5 mm, kališní trubka má husté háčkovité chlupy, kališní cípy jsou špičaté, trojúhelníkovité, hustě chlupaté a za plodu k sobě přitisklé. Korunní trubka bývá asi 1,5 mm dlouhá, v ústí jasně žlutá a nevyčnívá z kalichu, korunní lem je miskovitý a má asi 4 mm v průměru, bývá světle modrý až modrý, zřídka je růžový. Nitky pěti tyčinek jsou vespod ke korunní trubce přirostlé a výše volné, jejich částečně zaškrcené prašníky obsahují pyl s elipsoidními zrny. Semeník je čtyřpouzdrý, blizna je hlavatá, na bázi gynecea je prstenčitý desetizubý val se žlázkami vylučující nektar pro opylovače. Rostlina je opylována širokým spektrem opylovačů, od včely medonosné a mnoha samotářských včel, přes mouchy a brouky až po třásněnky.
Plod je rozpadavá tvrdka, její čtyři plůdky (semena) jsou uzavřená ve vytrvalém, drsně chlupatém kalichu. Jsou černé, lesklé, průměrně 1,6 mm velké, vejčitého tvaru s úzkým lemem (hranou) po celém obvodu.

## Rozmnožování
Pomněnka rolní se rozmnožuje pouze generativně semeny, která jsou v nezralém stavu zelená, ve zralém černá. Na jedné rostlině dozrává několik stovek semen, mohutná rostlina jich může vyprodukovat až ke tisícovce. Podle druhu plodin, ve kterých pomněnka rolní roste, kolísá i průměrný počet semen na jednu rostlinu, v jarních obilninách jich bývá zhruba okolo 100, v ozimých 200 a v okopaninách asi 350. Semena jsou po dozrání často ihned dobře klíčivá, výrazně lépe klíčí na světle než ve tmě. Nejlépe vzcházejí za vlhka při teplotě 12 až 20 °C z povrchových vrstev půdy, z hloubky 5 cm jich vyklíčí méně než polovina a z 10 cm jen asi desetina, jejich životnost s přibývajícím časem rychle klesá.
Háčkovitě chlupaté suché kalichy kryjící semena před jejich vypadnutím se snadno zachycují za srst či peří zvířat a usnadňují tak jejich zoochorní šíření. Semena mohou také být odplavovány vodou za přívalových dešťů, roznášena jako nechtěná příměs s plodinami a zůstávají klíčení schopná i po průchodu trávicím traktem některých ptáků, kteří je sezobou. Rozšiřují je také mravenci, kteří je odnášejí do mravenišť a cestou ztrácejí.